# Чемпіонат Полтавської області з футболу 2024
Чемпіонат Полтавської області з футболу 2024 року був розіграний з 11 травня по 3 листопада. В розіграші взяли участь 15 команд. Переможець — футбольний клуб «Рокита», який став 2-разовим чемпіоном області. Змагання у першій вперше виграв «Ягуар» із Кременчука.
Обласна першість складалася з двох етапів: на попередньому було сформовано дві групи за територіальним принципом, за підсумками якого утворено вищу та першу ліги. Вісім кращих команд (по чотири з кожної групи) сформували вищу лігу, а всі інші — першу. У першому етапі змагання проходили в одне коло, в другому — по двоколовій системі.

## Попередній етап
Попередній етап чемпіонату зіграно з 11 травня по 30 червня.

### Група «А»:
| № | Команда                 | І | В | Н | П | М     | О  |
| 1 | «Олімпія» (Савинці)     | 6 | 6 | 0 | 0 | 28-2  | 18 |
| 2 | ТГ «Великі Сорочинці»   | 6 | 4 | 0 | 2 | 17-10 | 12 |
| 3 | «Аврора» (Полтава)      | 6 | 4 | 0 | 2 | 16-9  | 12 |
| 4 | ФК «Решетилівка»        | 6 | 4 | 0 | 2 | 13-12 | 12 |
| 5 | ФК «Опішня»             | 6 | 1 | 1 | 4 | 7-14  | 4  |
| 6 | ФК «Миргород»           | 6 | 1 | 0 | 5 | 11-29 | 3  |
| 7 | ДЮСШ «Молодь» (Полтава) | 6 | 0 | 1 | 5 | 3-19  | 1  |

### Група «Б»:
| № | Команда                   | І | В | Н | П | М     | О  |
| 1 | ФК «Рокита»               | 7 | 7 | 0 | 0 | 34-3  | 21 |
| 2 | ФК «Лубни»                | 7 | 5 | 1 | 1 | 20-6  | 16 |
| 3 | МФК «Кремінь» (Кременчук) | 7 | 3 | 2 | 2 | 10-13 | 11 |
| 4 | «Перемога» (Клепачі)      | 7 | 3 | 1 | 3 | 13-12 | 10 |
| 5 | ФК «Пирятин»              | 7 | 3 | 1 | 3 | 9-8   | 10 |
| 6 | «Ягуар» (Кременчук)       | 7 | 2 | 1 | 4 | 11-15 | 7  |
| 7 | ФК «Сенча»                | 7 | 2 | 0 | 5 | 10-25 | 6  |
| 8 | ФК «Локомотив» (Гребінка) | 7 | 0 | 0 | 7 | 2-30  | 0  |